# فرانسيسكو خافيير إرازوريس تالافيرا
فرانسيسكو خافيير إرازوريس تالافيرا (ولد في 7 مايو 1942) هو رجل أعمال وسياسي تشيلي. ترشَّح عام 1989 للانتخابات الرئاسية وحصل على المركز الثالث مع 15.43% من الأصوات. أصبح عضوًا في مجلس الشيوخ بين عامي 1994 و2002.